# 科尔诺迪罗萨佐
科尔诺迪罗萨佐（義大利語：Corno di Rosazzo），是意大利乌迪内省的一个市镇。总面积12平方公里，人口3324人，人口密度277.0人/平方公里（2009年）。ISTAT代码为030030。